# Henrieke Fritz
Henrieke Fritz (* 5. Oktober 1997 in Erfurt) ist eine deutsche Schauspielerin.

## Leben
Henrieke Fritz bewarb sich 2011 für eine Rolle in der Kinder- und Jugendserie Schloss Einstein, wo sie von 2012 bis 2015 die Rolle der Constanze Prinzessin von Blumenberg verkörperte.
Ende 2014 stand sie für den ARD-Fernsehfilm Die Konfirmation vor der Kamera. Anfang September 2016 sah man sie in der 2. Staffel der ARD-Serie In aller Freundschaft – Die jungen Ärzte, wo sie in der Rolle der Luna bei dem Notfallpatienten Oliver Schuster (Johannes Kienast) das Broken-heart-Syndrom auslöst. Im Sommer 2016 spielte sie in dem internationalen 3D-Kinofilm I’m Endless Like the Space unter der Regie von Anne Riitta Ciccone mit. In Til Schweigers 2018 erschienenem komödiantischen Drama Klassentreffen 1.0 war Fritz in einer kleineren Rolle als Marie zu sehen. In Findher, einer Webserie, war sie in zwei Folgen in der Rolle der Steffi besetzt. 
Ende 2020 wurde bekanntgegeben, dass sie für eine weitere Staffel von Schloss Einstein vor der Kamera stehen wird. Die Staffel wird ab April 2021 erstausgestrahlt.
Im Oktober 2016 begann Fritz Bauingenieurwesen an der Bauhaus-Universität Weimar zu studieren, wo sie auch Mitarbeiterin der „Fakultät Bauingenieurwesen“ ist. Sie lebt gegenwärtig in Weimar.

## Filmografie
- 2012–2015, 2016, 2021: Schloss Einstein (Fernsehserie, 112 Folgen)
- 2016: In aller Freundschaft – Die jungen Ärzte (Fernsehserie, Staffel 2, Folge 19: Gesichtsverlust)
- 2017: Die Konfirmation (Fernsehfilm)
- 2017: I’m Endless Like the Space (3D-Kinofilm)
- 2018: Klassentreffen 1.0 (Kinofilm)
- 2019: Findher (Webserie, 2 Folgen, Nodatingher und Seeher)